# James Corden
James Kimberley Corden (ur. 22 sierpnia 1978 w Londynie) – brytyjski aktor, komik, scenarzysta, piosenkarz oraz producent filmowy. Odznaczony Orderem Imperium Brytyjskiego IV klasy (OBE) gospodarz amerykańskiego talk-show The Late Late Show with James Corden.

## Życiorys
Wychował się w Hazlemere w hrabstwie Buckinghamshire. Ukończył Jackie Palmer Stage School. Współtworzył, napisał i występował w serialu Gavin & Stacey, który został obsypany licznymi nagrodami. Zagrał również w wielokrotnie nagradzanej sztuce One Man, Two Guvnors.
Od 23 marca 2015 prowadzi The Late Late Show with James Corden.

## Filmografia

### Film
| Rok  | Tytuł                                            | Rola                        |
| ---- | ------------------------------------------------ | --------------------------- |
| 1997 | Twenty Four Seven                                | Carl ‘Tonka’ Marsh          |
| 1999 | Co się przydarzyło Haroldowi S?                  | Walter                      |
| 2002 | All or Nothing                                   | Rory                        |
| 2002 | Heartlands                                       | Shady                       |
| 2005 | Pierrepoint                                      | Kirky                       |
| 2006 | Heroes and Villains                              | Sam                         |
| 2006 | Męska historia                                   | Timms                       |
| 2006 | Starter for 10                                   | Tone                        |
| 2008 | Jak stracić przyjaciół i zrazić do siebie ludzi  | Post Modern Review Staff #2 |
| 2009 | Lesbian Vampire Killers, czyli noc krwawej żądzy | Fletch                      |
| 2009 | Telstar                                          | Clem Cattini                |
| 2009 | Radio na fali                                    | Bernard                     |
| 2010 | Podróże Guliwera                                 | Jinks                       |
| 2011 | Trzej muszkieterowie                             | Planchet                    |
| 2013 | Masz talent                                      | Paul Potts                  |
| 2013 | Begin Again                                      | Steve                       |
| 2014 | Tajemnice lasu                                   | Piekarz                     |
| 2015 | Kill Your Friends                                | Waters                      |
| 2015 | The Lady in the Van                              | Street trader               |
| 2018 | Ocean’s 8                                        | John Frazier                |
| 2021 | Kopciuszek                                       | szczurek James              |

### Dubbing
| Rok  | Tytuł             | Rola              | Wersja językowa dubbingu |
| ---- | ----------------- | ----------------- | ------------------------ |
| 2009 | Planeta 51        | Soldier Vernkot   | amerykańska              |
| 2010 | Safari            | Billy the Meerkat | angielska                |
| 2016 | Norm of the North | Laurence          | angielska                |
| 2016 | Trolls            | Biggie            | amerykańska              |
| 2017 | The Emoji Movie   | Hi-Five           | amerykańska              |
| 2018 | Piotruś Królik    | Piotruś Królik    | amerykańska              |
| 2021 | Kopciuszek        | szczurek James    |                          |

### Teatr
| Rok  | Tytuł                 | Rola             | Miejsce wystawienia sztuki                                      |
| ---- | --------------------- | ---------------- | --------------------------------------------------------------- |
| 1996 | Martin Guerre         | Epizod           | Prince Edward Theatre, West End                                 |
| 2004 | The History Boys      | Timms            | Lyttelton Theatre, Royal National Theatre, Londyn               |
| 2006 | The History Boys      | Timms            | Lyric Theatre, Hong Kong Academy for Performing Arts, Hong Kong |
| 2006 | The History Boys      | Timms            | St James, Wellington                                            |
| 2006 | The History Boys      | Timms            | Sydney Theatre, Sydney                                          |
| 2007 | The History Boys      | Timms            | Broadhurst Theatre, Broadway                                    |
| 2007 | A Respectable Wedding | Friend           | Young Vic, South Bank, Londyn                                   |
| 2011 | One Man, Two Guvnors  | Francis Henshall | Royal National Theatre, Londyn                                  |
| 2011 | One Man, Two Guvnors  | Francis Henshall | Adelphi Theatre, Londyn                                         |
| 2012 | One Man, Two Guvnors  | Francis Henshall | Music Box Theatre, Nowy Jork                                    |